# Rathaus Ljubljana

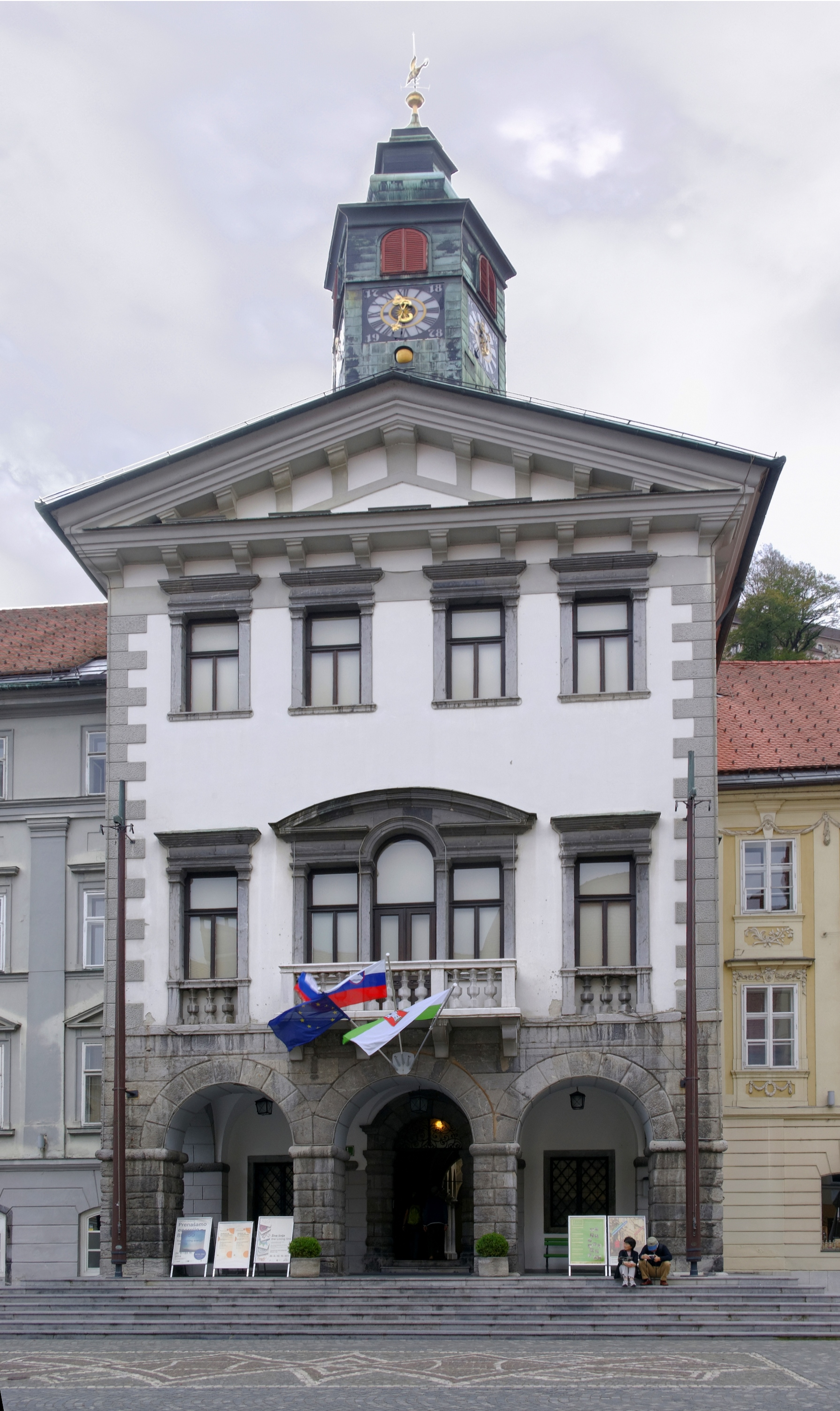
Rathaus Ljubljana

Das Rathaus von Ljubljana (slowenisch: Ljubljanska mestna hiša, auch bekannt als Ljubljanski rotovž, Rotovž oder Magistrat) steht am Mestni trg (Stadtplatz, früher Rathausplatz) in der Altstadt von Ljubljana, der Hauptstadt Sloweniens. Hier befindet sich der Sitz der Stadtgemeinde Ljubljana. Erbaut Ende des 15. Jahrhunderts, erhielt das Gebäude sein heutiges barockes Aussehen zwischen 1717 und 1719.
Die Vorderfront zeigt venezianischen Einfluss. In der Vorhalle ist eine spätgotische Platte mit Wappen als Rest des alten Gebäudes erhalten geblieben, ebenso eine Herkulesstatue mit Löwe aus dem späten 17. Jahrhundert, die einst auf dem Herkules-Brunnen auf dem Stari trg stand. In den Hofarkaden steht der Narziss-Brunnen von Francesco Robba, der sich ursprünglich im Schloss Bokalce befand. Neben der Treppe steht ein Denkmal des Bürgermeisters Ivan Hribar (1851–41).
Vor dem Rathaus steht der Brunnen der drei Flüsse des Landes Krain, erbaut zwischen 1743 und 1751, der sogenannte Robba-Brunnen.

## Geschichte
Das ursprüngliche Gebäude wurde 1484 im gotischen Stil erbaut, wahrscheinlich nach Plänen des Krainer Baumeisters Peter Bezlaj. Zwischen 1717 und 1719 wurde das Gebäude im Barockstil umgebaut. Der fünfeckige Turm mit der Turmuhr von 1718 über der Vorderfassade wurde dem des alten Rotovž nachempfunden. Der ursprüngliche eiserne Adler der Turmbekrönung wurde durch das Symbol von Ljubljana, den Drachen, ersetzt.
Das Gebäude wurde mehrfach renoviert. In der Zeit des Jugendstils wurden der große Versammlungssaal und der Balkon nach Plänen von Leopold Theyer umgebaut.